# Rajd Karkonoski 2013
28. Rajd Karkonoski – 28. edycja Rajdu Karkonoskiego. Był to rajd samochodowy rozgrywany od 5 do 7 lipca 2013 roku. Bazą rajdu było miasto Jelenia Góra. Była to trzecia runda Rajdowych Samochodowych Mistrzostw Polski w roku 2013.

## Wyniki końcowe rajdu[1]
| Miejsce | Kierowca             | Pilot            | Samochód                 | Czas      | Strata  | Grupa Klasa | Punkty |
| ------- | -------------------- | ---------------- | ------------------------ | --------- | ------- | ----------- | ------ |
| 1       | Kajetan Kajetanowicz | Jarosław Baran   | Subaru Impreza STi R4    | 1:24:09.3 | -       | 2           | 45     |
| 2       | Maciej Rzeźnik       | Przemysław Mazur | Subaru Impreza STi R4    | 1:25:18.8 | +1:09.5 | 2           | 36     |
| 3       | Tomasz Kuchar        | Daniel Dymurski  | Peugeot 207 S2000        | 1:26:17.8 | +2:08.5 | 2           | 28     |
| 4       | Maciej Rzeźnik       | Przemysław Mazur | Peugeot 207 S2000        | 1:26:39.3 | +2:30.0 | 2           | 22     |
| 5       | łukasz Habaj         | Piotr Woś        | Mitsubishi Lancer Evo IX | 1:26:44.3 | +2:35.0 | 2           | 22     |
| 6       | Maciej Oleksowicz    | Michał Kuśnierz  | Ford Fiesta S2000        | 1:27:33.3 | +3:24.0 | 2           | 14     |
| 7       | Jarosław Kołtun      | Ireneusz Pleskot | Ford Fiesta S2000        | 1:27:45.6 | +3:36.3 | 2           | 13     |
| 8       | Michał Bębenek       | Grzegorz Bębenek | Subaru Impreza STi R4    | 1:28:37.8 | +4:28.5 | 2           | 7      |
| 9       | Bryan Bouffier       | Xavier Panseri   | Peugeot 208 R2           | 1:28:57.8 | +4:48.5 | 6           | 6      |
| 10      | Jan Chmielewski      | Robert Hundla    | Citroën DS3 R3T          | 1:29:44.4 | +5:35.1 | 5           | 2      |